# Ermitage de Monte Porzio Catone

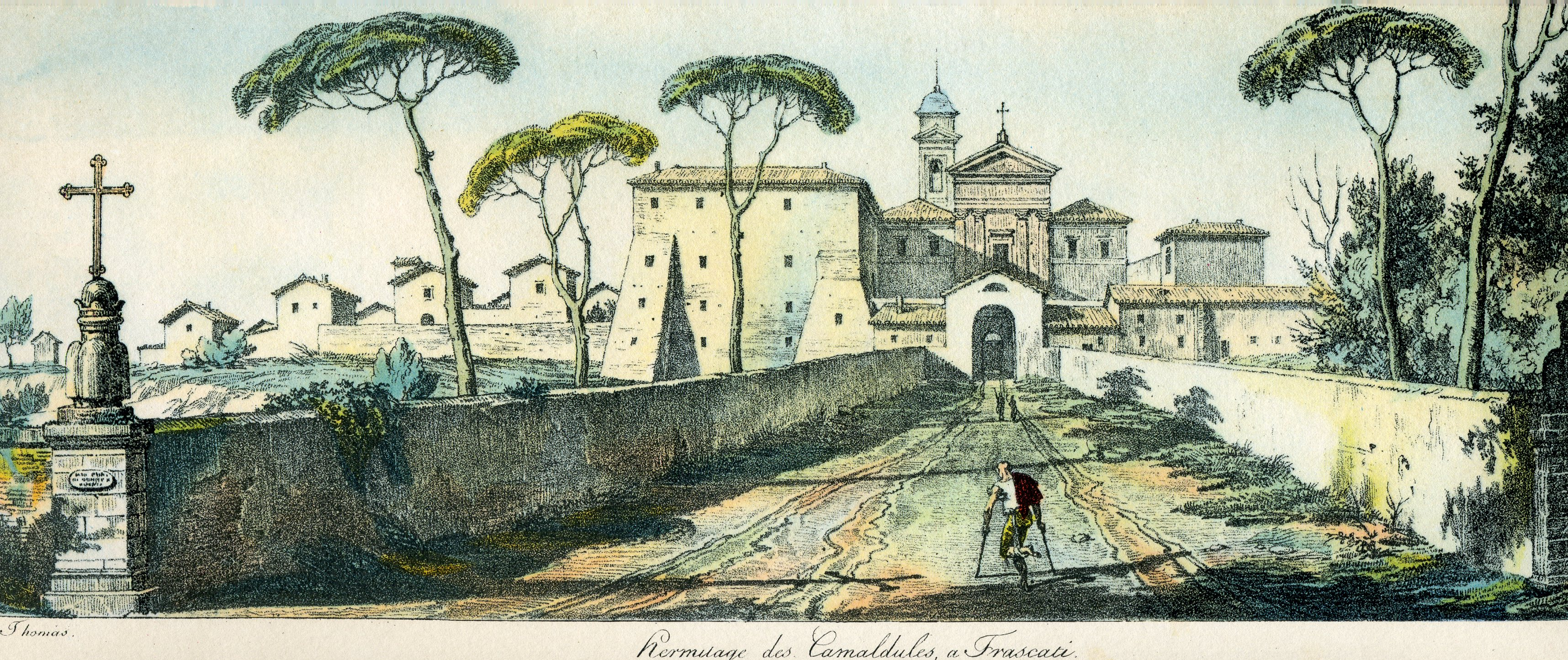

L'ermitage de Monte Porzio Catone a été fondé par Paul V en 1611 pour la « Congregatio Eremitarum Camaldulensium Montis Coronae. »  à Monte Porzio Catone, dans la région du Latium, en Italie centrale,.
Les terres sont données entre 1606 et 1607 par Paul V à l'Ordre camaldule qui construit l'ermitage dont l'église est terminée en 1611. Celle-ci est partiellement reconstruite en 1772. Autour de l'église se trouvent l'infirmerie, le réfectoire et l’hôtellerie. 
Les moines sont vêtus de blanc de la tête aux pieds, ont les cheveux rasés et la barbe flottante. Chaque moine a sa petite maison et son jardin qu'il cultive lui-même, de sorte que vu à distance, Camaldoli ressemble à un petit village. Les moines ne mangent jamais de viande, et ils prennent leur repas chacun dans sa cellule, mais aux grandes fêtes ils dînent ensemble. Les messieurs seuls peuvent visiter ce couvent.[réf. souhaitée]